# Oderaue
Oderaue – gmina w Niemczech w kraju związkowym Brandenburgia, w powiecie Märkisch-Oderland, wchodzi w skład urzędu Barnim-Oderbruch.